# Torricelliho pohoří
Torricelliho pohoří je pohoří na severu ostrova Nová Guinea, rozkládající se na severozápadě Papuy Nové Guineje v provincii Sandaun. Nejvyšším vrcholem je Mt. Sulen (1650 m n. m.). Na západ od Torricelliho pohoří se rozprostírá pohoří Bewani, na východě pohoří Prince Alexandera, na jihu jej ohraničuje povodí řeky Sepik a na severu tichomořské pobřeží. Pohoří nese jméno italského fyzika a matematika Evangelisty Torricelliho, a to od německého koloniálního období.
Část pohoří nad 1000 metry nad mořem zabírá ekoregion horských deštných pralesů severní Nové Guineje, jenž dále zasahuje do sousedních horských pásem. Svahy pod 1000 metry jsou součástí ekoregionu nížinných deštných a bažinatých lesů severní Nové Guineje. Pohoří poskytuje domov mj. dvěma kriticky ohroženým klokanům z rodu Dendrolagus: klokanovi tmavému (Dendrolagus scottae) a žlutohřbetému (Dendrolagus pulcherrimus). Endemitně zde také žije vakoveverka černoocasá (Petaurus abidi), jež byla popsána roku 1981 a která se vyskytuje výhradně na izolovaném území rozlohou nepřesahujícím 100 km². I tento druh patří mezi kriticky ohrožené.